# Sporisorium dimeriae-ornithopodae
Sporisorium dimeriae-ornithopodae är en svampart som beskrevs av Vánky & C. Menge 1993. Sporisorium dimeriae-ornithopodae ingår i släktet Sporisorium och familjen Ustilaginaceae.   Inga underarter finns listade i Catalogue of Life.